# Miyota (entreprise)
 (janvier 2023).
Si vous disposez d'ouvrages ou d'articles de référence ou si vous connaissez des sites web de qualité traitant du thème abordé ici, merci de compléter l'article en donnant les références utiles à sa vérifiabilité et en les liant à la section « Notes et références ».
Cet article concerne l'entreprise. Pour la ville, voir Miyota.
Miyota (Miyota co.) est une entreprise japonaise fabricant des mouvements de montres à quartz et mécaniques.
Implantée depuis 1959 à Miyota, l'entreprise dispose depuis 2016 d'une usine d'assemblage dans la ville de Saku.
Miyota fait partie du groupe Citizen, mais vend une partie de ses mouvements à des fabricants de montres ne produisant pas de mouvement.

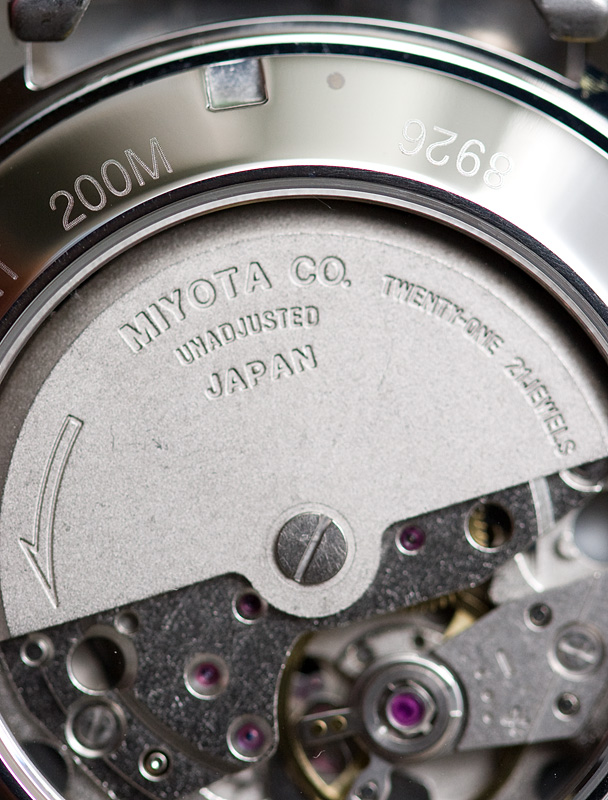
Mouvement Miyota sur une Invicta 8926.